# Я тут
«Я тут» (англ. I'm Here) — короткометражний фантастичний фільм Спайка Джонза, що вийшов 2010 року. Історія про любов і самопожертву робота була знята за підтримки компанії «Абсолют» й заснована на сюжеті відомої американської книжки з картинками «Щедре дерево». Прем'єра фільму відбулася в 2010 році на кінофестивалі «Санденс».
Теглайн фільму: «Історія кохання в Абсолютному світі» (англ. A Love Story In An Absolut World).

## Сюжет
Дія відбувається в Лос-Анджелесі в світі, де нарівні з людьми живуть роботи; «Чоловічі» й «жіночі» роботи розрізняються по конструкції та носять відповідний одяг.
Робот-чоловік Шелдон працює в бібліотеці. Одного разу на зупинці автобуса він помічає за кермом машини робота-дівчину, на яку звертає увагу. Незабаром він знову бачить її, цього разу з компанією, яка запрошує Шелдона з собою. Так він знайомиться з Франческою, вони починають зустрічатися. Франческа робить наклейки з написом «Я тут», які наклеює в різних місцях міста (наприклад, на стовпах).
Одного разу Шелдон та Франческа йдуть на концерт своєї улюбленої групи «The Lost Trees». Там вони танцюють й веселяться, але в натовпі у Франчески випадково відривають руку. Шелдон знімає свою руку, та чіпляє її до тулуба Франчески. Коли через кілька днів вона ламає ногу, спіткнувшись на сходах, він так само жертвує своєю ногою. Тепер у нього немає однієї руки й однієї ноги, але Шелдон не сумує. Франческа підвозить його до роботи і забирає назад.
В один з вечорів дівчина не приїжджає. Шелдон знаходить її в лікарні, її тіло розірване навпіл (очевидно, внаслідок аварії). Щоб повернути Франческу до життя, Шелдон просить доктора віддати їй його тіло. В останньому кадрі фільму Франческа з тілом Шелдона виїжджає з лікарні в інвалідному кріслі; в руках вона дбайливо тримає голову Шелдона, який посміхається їй.

## У ролях
- Ендрю Гарфілд — Шелдон
- Сієнна Гіллорі — Франческа
- Енні Харді — Енні
- Деніель Лондон — Джек
- Майкл Беррі-мл. — Адам

## Виробництво
В інтерв'ю режисер зазначив, що він обожнює Шела Сільверстейна і що в сценарії фільму він спробував «використовувати вплив "Щедрого дерева", однак написати про стосунки». Головний герой фільму Шелдон носить ім'я автора книги.
У ролі музичного гурту «The Lost Trees» виступили реальні музиканти з Лос-Анджелеса Аска Матсумія та інші, які виконали власні пісні.
У березні 2010 року фільм був викладений на офіційному сайті imheremovie.com.